# دوست‌دختر اسرارآمیز ایکس
دوست‌دختر اسرارآمیز ایکس (謎の彼女X Nazo no Kanojo Ekkusu) یک سری مانگای ژاپنی که توسط ریچی اوئشیبا نوشته و مصورسازی شده‌است و به‌وسیلهٔ انتشارات کودانشا از اوت ۲۰۰۶ تا سپتامبر ۲۰۱۴ در ماهنامه افترنون به چاپ می‌رسید. یک مجموعه تلویزیونی انیمه ۱۳ قسمتی نیز توسط استودیوی هودز انترتینمنت بر گرفته از این مانگا ساخته شده‌است، که از ۷ آوریل ۲۰۱۲، تا ۳۰ ژوئن ۲۰۱۲ از شبکه توکیو ام‌ایکس پخش شده‌است.

## داستان
آکیرا سوباکی یک پسر دبیرستانی معمولی است، اما با این وجود به‌طور اتفاقی و ناخواسته پس از اتمام زمان مدرسه مقداری از آب دهان یک دانش‌آموز انتقالی مرموز به نام اورابه میکوتو که بر روی نیمکتش باقی‌مانده را می‌لیسد. روز بعد دچار تب عجیبی شده و در خانه بستری می‌شود. پنج روز بعد از این اتفاق، اورابه به‌طور غیرمنتظره به عیادتش آمده و مقداری از آب دهان خود را به او می‌خوراند. تب آکیرا فوراً ناپدید می‌شود و اورابه برایش توضیح می‌دهد، که او از بیماری عشق رنج می‌برد. اورابه قادر بود احساسات خود را از طریق آب دهانش به سوباکی انتقال دهد و چنین شد که این دو نفر به هم وابسته شده و آکیرا به او درخواست دوستی داد…